# Ali Mohamed Shein
Ali Mohamed Shein (Chokocho, Pemba, 13 maart 1948) is een Tanzaniaans politicus. Hij was van 2001 tot 2010 vicepresident van Tanzania en van 2010 tot 2020 president van Zanzibar.
Shein studeerde biochemie aan de staatsuniversiteit van Odessa in de Sovjet-Unie en aan de universiteit van Newcastle upon Tyne. Van 1976 tot 1995 was hij werkzaam voor het Tanzaniaanse ministerie van Volksgezondheid. In 1995 werd Shein door de president van Zanzibar benoemd tot lid van het Huis van Afgevaardigden. Een maand later werd hij benoemd tot plaatsvervangend minister van Volksgezondheid. In november 2000 werd hij gekozen in het Huis van Afgevaardigden en diezelfde maand werd hij benoemd tot minister van staat met een bijzondere verantwoordelijkheid voor kwesties betreffende de grondwet en goed bestuur.
Op 13 juli 2001 benoemde de Tanzaniaanse president Benjamin Mkapa Shein tot vicepresident van Tanzania als opvolger van de overleden Omar Ali Juma.
In 2010 werd Shein tot president van Zanzibar gekozen met 50,1% van de stemmen. In oktober 2015 werd hij herkozen en in november 2020 werd hij opgevolgd door Hussein Mwinyi.